# Abel Enrique Aguilar
Abel Enrique Aguilar Tapias (* 6. Januar 1985 in Bogotá) ist ein kolumbianischer ehemaliger Fußballspieler. Er besetzte die Position eines Mittelfeldspielers.

## Karriere

### Verein
Abel Enrique Aguilar Tapias begann seine Karriere bei Deportivo Cali. Zur Saison 2005/06 kam der Kolumbianer dann zum Serie-A-Aufsteiger Ascoli Calcio. Hier kam er jedoch nie zum Einsatz, sodass Aguilar noch in der gleichen Saison zum Ligakonkurrenten Udinese Calcio wechselte. Da es auch bei Udine nicht sonderlich gut für ihn lief, verließ er im Sommer 2007 Italien und ging zum spanischen Zweitligisten Deportivo Xerez. Von 2010 bis 2012 spielte er wieder bei Hércules Alicante. Zur Spielzeit 2012/13 wechselte er zu Deportivo La Coruña. Nach Stationen bei FC Toulouse und Belenenses Lissabon kehrte er 2016 zurück nach Kolumbien zu Deportivo Cali. Nach zwei Jahren dort wechselte er in die USA zum FC Dallas. Um seine Karriere ausklingen zu lassen, ging er nochmal zurück nach Kolumbien zu Unión Magdalena.
Am 18. Februar 2020 gab er sein Karriereende bekannt.

### Nationalmannschaft
Aguilar war der Kapitän der kolumbianischen U17 und U21.
Seinen ersten Einsatz in der A-Nationalmannschaft bekam er bei der Copa América 2004 in Peru. Dabei erzielte er zwei Tore und erreichte mit der Mannschaft das Halbfinale.
Er gehörte zum kolumbianischen Aufgebot bei der Weltmeisterschaft 2014 in Brasilien. Sein erstes WM-Spiel war das Gruppenspiel gegen Griechenland, welches 3:0 gewonnen werden konnte.
Bei der Fußball-Weltmeisterschaft 2018 in Russland gehörte er zum kolumbianischen Aufgebot. Er kam zu einem Einsatz und schied mit der Mannschaft im Achtelfinale gegen England im Elfmeterschießen aus.